# Diga di Schräh
La diga di Schräh è una diga a gravità situata in Svizzera, nel Canton Svitto, nel comune di Innerthal.

## Descrizione
Inaugurata nel 1924, ha un'altezza di 111 metri e il coronamento è lungo 150 metri. È stata la diga a gravità più alta del mondo dal 1924 al 1929, ed attualmente è la terza diga a gravità più alta della Svizzera. Il volume della diga è di 237.000 metri cubi.
Il lago creato dallo sbarramento, il Wägitalersee, ha un volume massimo di 150 milioni di metri cubi, una lunghezza di 5 km e un'altitudine massima di 900 m s.l.m. Lo sfioratore ha una capacità di 105 metri cubi al secondo.
Le acque del lago vengono sfruttate dall'azienda Kraftwerk Wägital AG.

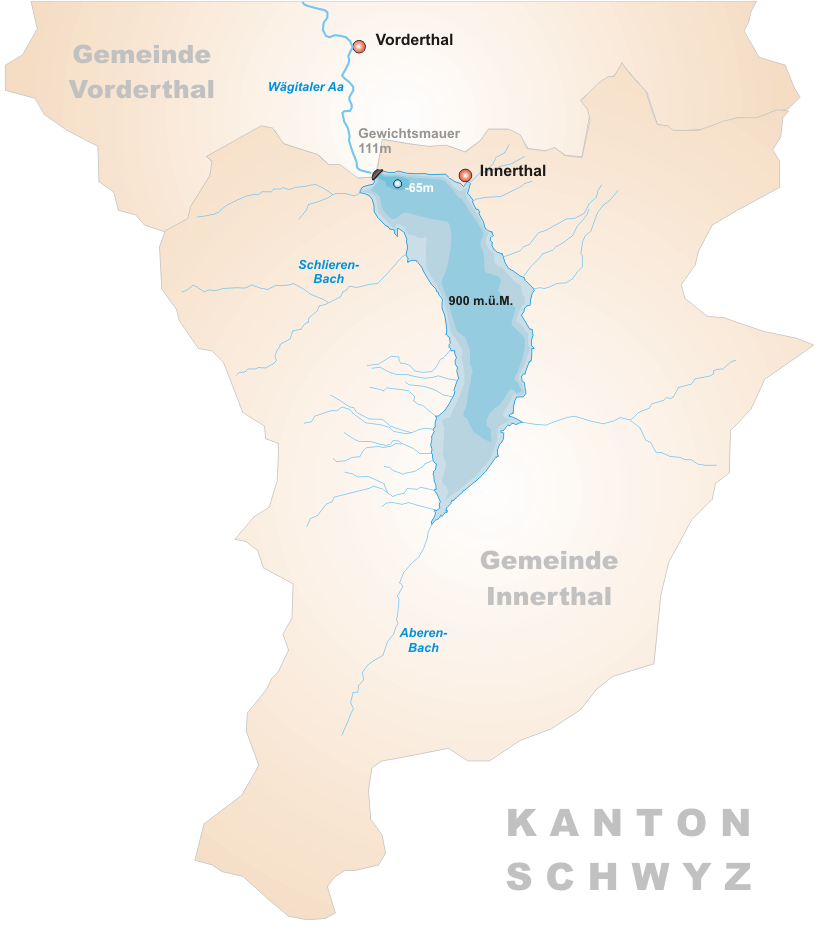
Mappa del lago